# Vrulja
 Ovo je glavno značenje pojma Vrulja. Za druga značenja pogledajte Vrulja (razdvojba).
Vrulja (vruja, vrilo) je izvor ispod površine mora. Vrulja je potopljeni speleološki objekt vezan za pukotinske sustave, tipičan za kršku geomorfologiju.
Kroz vrulju iz krškog sustava u more utječe podzemni tok ili rijeka ponornica. U okolici vrulje, za razliku od ušća rijeke, postoji difuzno područje bočate vode u kojem salinitet raste s udaljenošću (ovisno o morskim strujama). Postoje stalne i povremene vrulje.

## Nastanak
Vrulje su se formirale kao izvori, tipično speleološki objekti jamskog tipa, prije i za vrijeme posljednjeg ledenog doba.  Postglacijalni porast mora dovodi ih ispod morske površine, no hidrostatički tlak vode u krškom sustavu je dovoljan da osigura istjecanje svježe vode u more i spriječi ulazak mora u sustav.

## Stalne vrulje
To su vrulje u kojima je vodeni tlak uvijek dovoljan da osigura stalno istjecanje svježe vode u more. Najčešće se nalaze na obali, iako ih nekoliko manjih ima i pored većih otoka, npr Cresa. Te su vrulje spojene na krški sustav čije su rezerve vode dovoljno velike, ili je slivno područje dovoljno prostrano da i tijekom dugotrajne suše ima dovoljan priljev vode. Najviše stalnih vrulja ima u podnožju velikih planina – Učke, Velebita, Biokova i u Konavlima.

## Povremene vrulje
Vrulje iz kojih voda izvire samo u razdobljima s dovoljno padalina, dok u razdoblju suše prestaje istjecati. Takve vrulje tipične su za jadranske otoke i za poluotok Pelješac, ali se javljaju i uz niske dijelove obale. U periodima suše obično kroz njih u periferni dio sustava prodire morska voda.

## Kvaliteta vode
Iz stalnih vrulja tipično izvire potpuno čista pitka voda, zasićena kalcijevim karbonatom i lagano lužnata. Kvaliteta vode može biti narušena u slučaju da voda potječe iz ponornice ili da je zagađenje dospjelo procjednim vodama npr. iz kanalizacije ili odlagališta otpada.
U povremenim vruljama može doći do dugotrajnog istjecanja bočate vode nakon perioda suše, posebno ako se iz sustava koji napaja vrulju voda crpi.